# Jesús Francisco Bernal Castell
Jesús Bernal (Elche, 1976) es un poeta español. Es ingeniero técnico en informática. Ha realizado estudios de filología hispánica en la Universidad de Alicante y en la Universidad Federico II de Nápoles. Reside en su ciudad natal. 

## Obra poética
- Amar es mi ejercicio (Lecumberri, Navarra, 2005): obtuvo el premio de poesía Ángel Urrutia Iturbe.[1]
- Hombre en la niebla (Rialp, Madrid, 2012): obtuvo el premio de poesía Adonáis 2011 que convoca anualmente la editorial Rialp.[2]
- Las horas negras (La Isla de Siltolá, 2017).[3]